# История почты и почтовых марок Руанды-Урунди
История почты и почтовых марок Руанды-Урунди описывает развитие почтовой связи на африканских территориях Руанда и Урунди, перешедших под контроль Бельгии под названием Руанда-Урунди после того, как они были захвачены у Германии во время Первой мировой войны в 1916 году. Ранее они составляли часть Германской Восточной Африки.

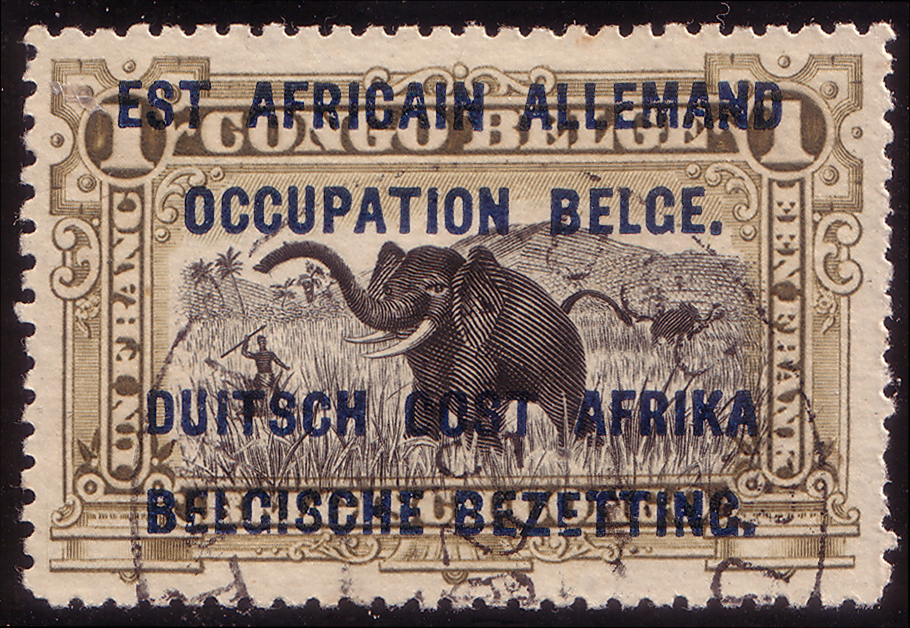
Почтовая марка с надпечаткой для оккупированных Бельгией территорий Германской Восточной Африки, 1916 г.

Эта территория находилась под бельгийской военной оккупацией с 1916 года по 1922 год, и на почтовых марках Бельгийского Конго для оккупированных территорий были сделаны надпечатки двуязычных надписей «Est Africain Allemand Occupation Belge / Duitsch Oost Afrika Belgische Bezetting» на французском и голландском языках.
Позднее Руанда-Урунди стала контролируемой Бельгией мандатной территорией класса Б в соответствии с мандатом Лиги Наций с 1922 по 1945 год. Почтовые марки Бельгийского Конго с надпечаткой фр. «Ruanda-Urundi» («Руанда-Урунди») были выпущены в 1924 году. Первая серия стандартных марок местной тематики была выпущена в 1931 году.
Территория стала подопечной территорией Организации Объединённых Наций в 1946 году. Руанда-Урунди обрела независимость в 1962 году как две отдельные страны Руанда и Бурунди .

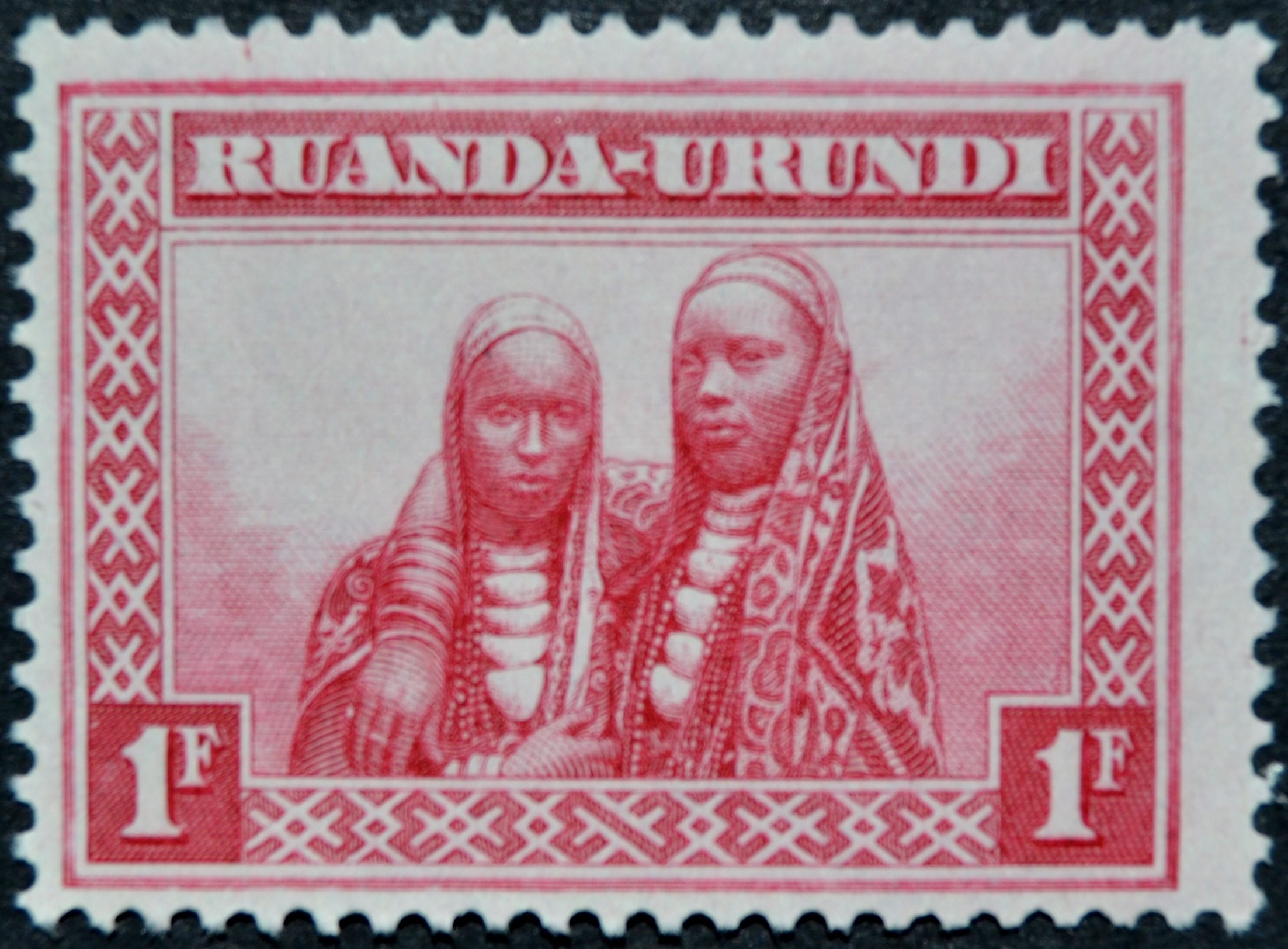
Серия 1931 г.
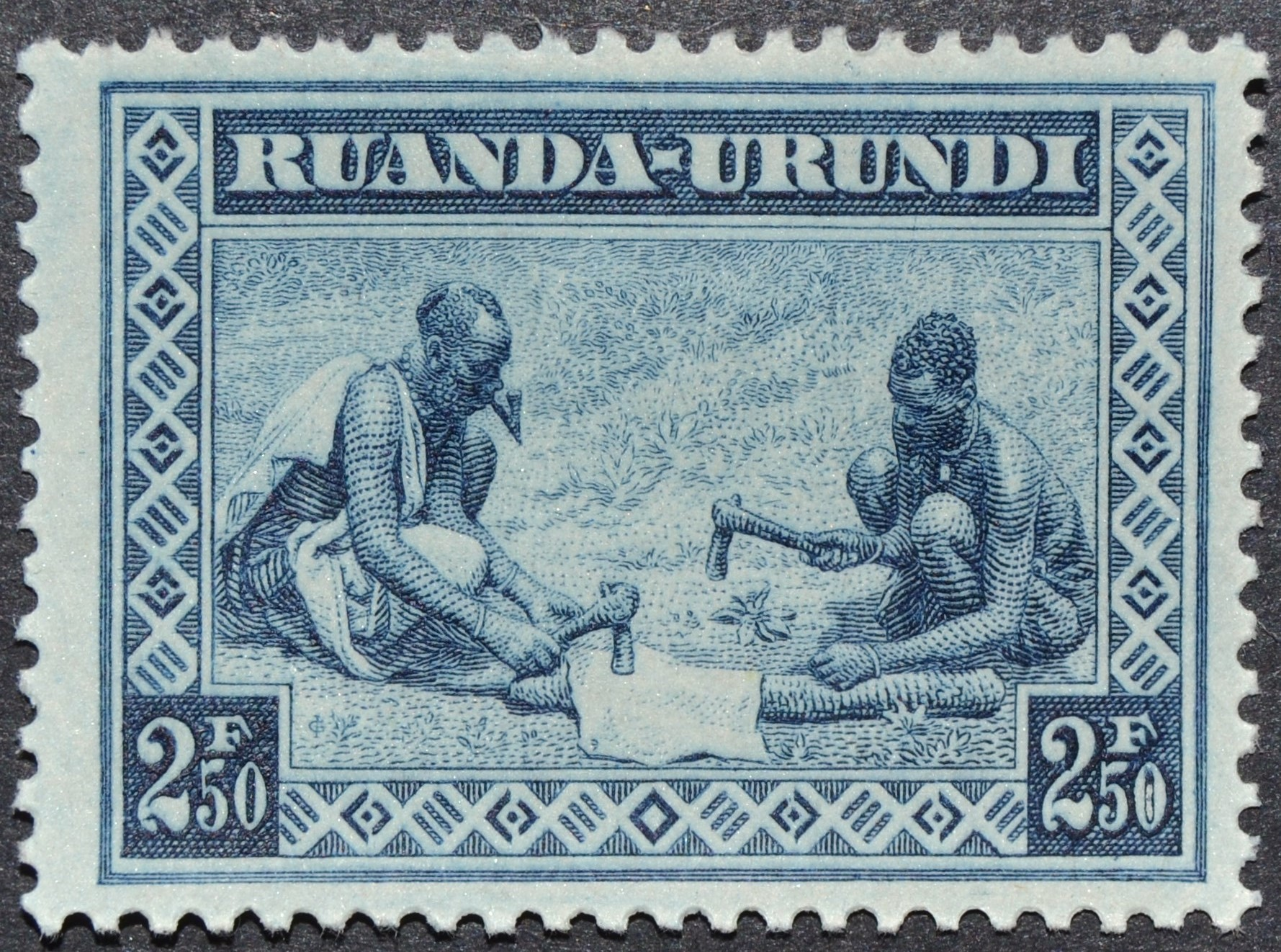
Серия 1931 г.